# Palpomyia bicolor
Palpomyia bicolor är en tvåvingeart som beskrevs av John William Scott Macfie 1941. Palpomyia bicolor ingår i släktet Palpomyia och familjen svidknott. Inga underarter finns listade i Catalogue of Life.